# Podvelka
Podvelka je naselje in središče občine Podvelka. Leži ob železniški progi Maribor - Dravograd, ob reki Dravi na eni strani in vznožju Rdečega brega na drugi strani. Vaško središče predstavlja ulica od občinske stavbe pa do železniške postaje. V centru je še vrtec, pošta, lekarna, banka, mesarija, trgovina in dva frizerska salona. Podvelka ima edini zdravstveni in kulturni dom v občini. Tukaj pa sta še dva bifeja. V Podvelki sta dve veliki tovarni Marles in Pololes, ki pretežno zaposlujeta prebivalstvo iz občine Podvelka in okoliško prebivalstvo. Iz Podvelke pa do Josipdola (Glažute)je pred časo vodila ozkotirna železnica, katere sledi so vidne še danes. Po tej železnici so prevažali velike težke kose pohorskega granita.